# 東北フリーブレイズ
東北フリーブレイズ（とうほくフリーブレイズ）は、日本のプロアイスホッケーのチーム。拠点は東北地方。ホームスタジアムはフラットアリーナ。アジアリーグアイスホッケーに所属。

## 概要

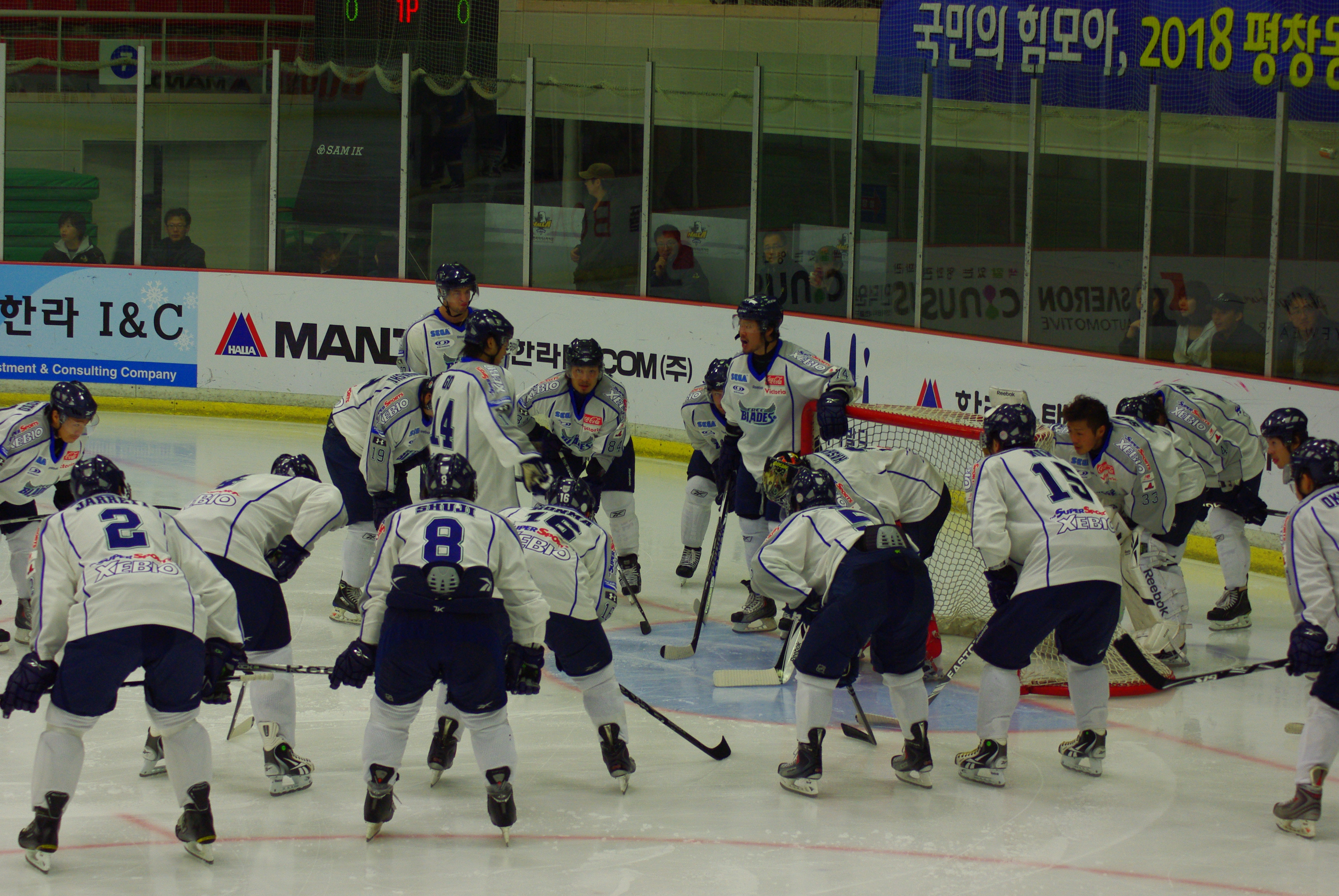
試合前の様子

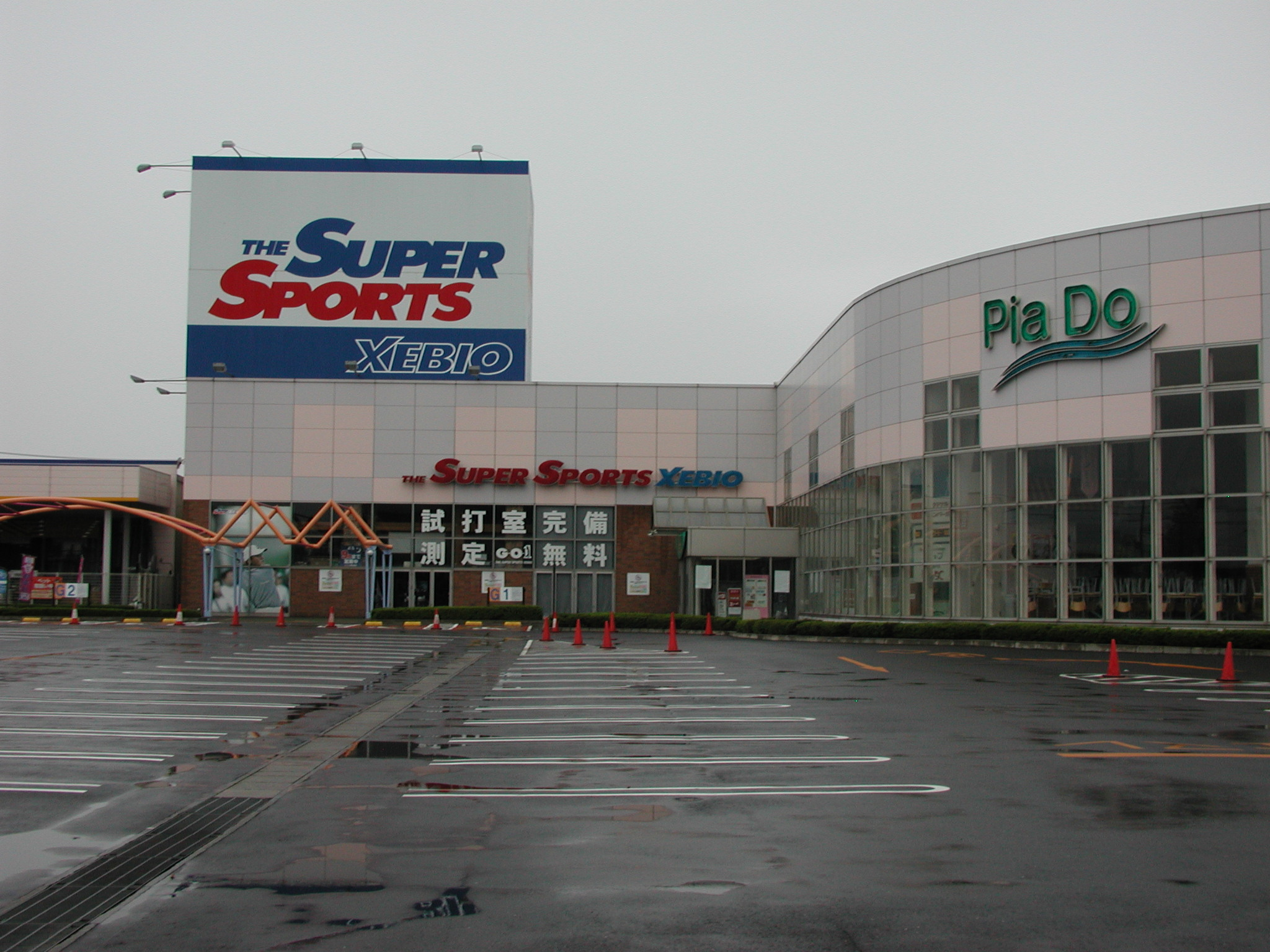
チームの所在地であるスーパースポーツゼビオピアドゥ八戸店

2008年10月発足。福島県郡山市に本社を置くゼビオホールディングスの子会社のクロススポーツマーケティング株式会社が100%出資している東北アイスホッケークラブ株式会社が運営を行う。
運営会社の所在地は郡山市であるが、チームの所在地は青森県八戸市のスーパースポーツゼビオピアドゥ八戸店内にあり、テクノルアイスパーク（新井田インドアリンク）がホームリンクである。主催試合は東北各地で行い、東北全体をフランチャイズに位置付ける。
福島県のクラブチーム・X-united（2002年にゼビオ社員を中心に設立。翌年度から連盟登録。）所属の選手、大学卒業予定者、郡山市の磐梯熱海アイスアリーナで行われたトライアウトの合格者などでチームが設立された。

## 沿革
2009年以降のアジアリーグアイスホッケー参戦を目指し、日本アイスホッケー連盟の推薦を得たが、実力面を理由に結論は先送りされた。しかし、2008-2009年シーズンを最後にSEIBUプリンス ラビッツが廃部となり、チーム数が減少したことなどもあり、戦力強化を要望事項として、2009年4月13日アジアリーグアイスホッケーオフィスから2009-2010年シーズン参入の基本合意がなされた。
基本合意を受け、2009年8月までにSEIBUを含む他チームからの移籍選手・コーチ、新外国人選手を獲得、新規参入の体制が整い、9月4日アジアリーグアイスホッケー2009-2010年シーズン総会で正式に参入が決まった。チーム応援団長には、ゼビオ子会社である清稜山株式会社の専務取締役である杉浦茂樹が任命された。
2010-11シーズンはプレーオフ決勝に進出を果たすが、東北地方太平洋沖地震（東日本大震災）の影響により決勝戦が中止。安養ハルラと同順位でありながらも悲願の初優勝を達成した。
2011-2012シーズンはシーズン序盤から出遅れ、優勝から一転、プレーオフ進出にも至らなかった。
2012-2013シーズンは序盤から順調に勝ち星を積み上げレギュラーリーグを2位でフィニッシュ。
プレイオフではセミファイナルで日本製紙クレインズを下し、ファイナルではこのシーズンでダントツの強さを見せレギュラーリーグ1位となっていた王子イーグルスに3勝1敗で勝ち、悲願のアジアリーグ単独優勝を果たした。
2014年12月7日、第82回全日本アイスホッケー選手権大会決勝でH.C.栃木日光アイスバックスと対戦。試合時間残り17秒で同点に追いつかれ、延長戦の末2-3で敗れ初優勝を逃した。試合後の表彰式で橋本三千雄と河合卓真の2選手が対戦相手との握手を拒否、式中に準優勝メダルを首から外す、会場から退場した直後にメダルを捨てるなど不適切な態度を取ったとして準優勝を返上すると発表した。2選手は次の公式戦となるアジアリーグ1試合出場停止、社長にも減俸（月額報酬の10％×3ヶ月）を科した。大会運営委員会、日本アイスホッケー連盟から準優勝返上は非礼にあたるとして準優勝返上の撤回を求められていたが、12月25日になり準優勝返上の撤回を表明した。
2014-15シーズンはプレーオフ決勝で安養ハルラと対戦した。なお、4シーズン前の同率優勝以来の顔合わせとなった。その結果、3連勝して安養ハルラを破り、2シーズンぶり3度目の優勝を果たした。
2017年12月17日、第85回全日本アイスホッケー選手権大会決勝で王子イーグルスを破り、初優勝を果たした。
2020年4月、ゼビオグループが建設に関与したフラット八戸が竣工し、新ホームリンクとして使用されるている。
2024年8月26日に東京都アイスホッケー連盟との連携し、福島県郡山市をチーム創設地に変更し、新たに東京都を本拠地の1つにすることが発表された。

## チーム名の由来・ロゴ
チーム名の「フリーブレイズ（free blades）」には「氷上を自由自在に翔る」などの意味を込められている。
チームカラーはブリザードシルバーでウイングのカラーの基調となっている。ロゴカラーのブルーはそのウイングが翔る空を表し、縁取るグリーンは東北の豊かな自然を表す。
ロゴは3種類あり、トップチーム用の大きな羽を広げたものと、ファングッズ・標準使用のクラブロゴ、ジュニア向け、ジュニアチームに採用予定のジュニアロゴがラインナップされている（運営会社配布ロゴ活用マニュアル資料より引用）。

## 選手雇用法
これまでの企業チームのように母体の1企業、あるいはその関連企業の正社員、あるいは契約社員とするのではなく、フリーブレイズから地元の企業に選手を正社員や契約社員として派遣して、試合や練習が無い日はそこに勤務しながらチームの活動に取り組むという方式を採用している。

## 主な成績

### アジアリーグ
順位()内はリーグ参加チーム数
| 年度    | レギュラーリーグ | レギュラーリーグ | レギュラーリーグ | レギュラーリーグ | レギュラーリーグ | レギュラーリーグ | レギュラーリーグ | レギュラーリーグ | レギュラーリーグ | レギュラーリーグ | レギュラーリーグ | レギュラーリーグ | プレイオフ |
| 年度    | 試合             | 勝利             | 延長勝           | GWS勝            | 引分             | GWS負            | 延長負           | 敗戦             | 得点             | 失点             | 勝点             | 順位             | プレイオフ |
| ------- | ---------------- | ---------------- | ---------------- | ---------------- | ---------------- | ---------------- | ---------------- | ---------------- | ---------------- | ---------------- | ---------------- | ---------------- | ---------- |
| 2009–10 | 36               | 13               | 0                | 4                | --               | 1                | 0                | 18               | 132              | 142              | 48               | 5位(7)           | ---        |
| 2010–11 | 36               | 18               | 1                | 3                | --               | 2                | 4                | 8                | 160              | 112              | 68               | 3位(7)           | 優勝       |
| 2011–12 | 36               | 13               | 3                | 1                | --               | 4                | 1                | 14               | 106              | 111              | 52               | 6位(7)           | ---        |
| 2012–13 | 42               | 24               | 1                | 2                | --               | 0                | 2                | 13               | 162              | 117              | 80               | 2位(7)           | 優勝       |
| 2013–14 | 42               | 18               | 2                | 1                | --               | 2                | 2                | 17               | 134              | 110              | 64               | 5位(8)           | ---        |
| 2014–15 | 48               | 21               | 2                | 5                | --               | 3                | 3                | 14               | 188              | 131              | 83               | 3位(9)           | 優勝       |
| 2015–16 | 48               | 20               | 4                | 1                | --               | 2                | 1                | 20               | 138              | 141              | 70               | 5位(9)           | 準決勝敗退 |
| 2016-17 | 48               | 26               | 1                | 1                | --               | 0                | 3                | 17               | 185              | 135              | 85               | 4位(9)           | 準決勝敗退 |
| 2017-18 |                  |                  |                  |                  |                  |                  |                  |                  |                  |                  |                  |                  |            |
| 2018-19 |                  |                  |                  |                  |                  |                  |                  |                  |                  |                  |                  |                  |            |
| 2019-20 |                  |                  |                  |                  |                  |                  |                  |                  |                  |                  |                  |                  |            |
| 2020-21 |                  |                  |                  |                  |                  |                  |                  |                  |                  |                  |                  |                  |            |
| 2021–22 |                  |                  |                  |                  |                  |                  |                  |                  |                  |                  |                  |                  |            |
| 2022–23 |                  |                  |                  |                  |                  |                  |                  |                  |                  |                  |                  |                  |            |
| 2023–24 |                  |                  |                  |                  |                  |                  |                  |                  |                  |                  |                  |                  |            |
|         | ジャパンカップ   |                  |                  |                  |                  |                  |                  |                  |                  |                  |                  |                  |            |
| 2021    | 28               | 15               | 1                | 3                | --               | 2                | 1                | 10               | 98               | 82               |                  | 2位(５)          | 2位        |

### 獲得タイトル
- アジアリーグ : 3回
2010–11、2012–2013、2014-2015
- 全日本アイスホッケー選手権大会 : 2回
2017、2022

## 選手

### 現在の所属選手
- 2024-25年シーズン（2024年8月12日）時点

| ゴールテンダー(GK) | ゴールテンダー(GK) | ゴールテンダー(GK) | ゴールテンダー(GK) | ゴールテンダー(GK)    | ゴールテンダー(GK) | ゴールテンダー(GK) |
| #                  | 国                 | 選手名             | キャッチ           | 生年月日              | 出身地             |                    |
| ------------------ | ------------------ | ------------------ | ------------------ | --------------------- | ------------------ | ------------------ |
| 31                 | 日本の旗           | 橋本三千雄         | 左                 | 1977年4月26日（47歳） | 青森県八戸市       |                    |
| 33                 | 日本の旗           | 伊藤崇之           | 左                 | 1996年4月14日（28歳） | 長野県長野市       |                    |
| 55                 | 日本の旗           | 畑享和             | 左                 | 1990年3月17日（35歳） | 北海道釧路市       |                    |

| ディフェンス(DF) | ディフェンス(DF) | ディフェンス(DF) | ディフェンス(DF) | ディフェンス(DF)       | ディフェンス(DF) | ディフェンス(DF) |
| #                | 国               | 選手名           | ハンド           | 生年月日               | 出身地           |                  |
| ---------------- | ---------------- | ---------------- | ---------------- | ---------------------- | ---------------- | ---------------- |
| 4                | 大韓民国の旗     | チョン・ホヒョン | 右               | 2001年10月25日（23歳） | 韓国             |                  |
| 9                | 日本の旗         | 川村一希         | 右               | 1994年4月30日（30歳）  | 北海道帯広市     |                  |
| 10               | 日本の旗         | 京谷充洋         | 右               | 1998年2月16日（27歳）  | 北海道釧路市     |                  |
| 27               | 日本の旗         | 中舘庸太朗       | 左               | 2001年9月9日（23歳）   | 岩手県盛岡市     |                  |
| 46               | 日本の旗         | 渡邉亮秀         | 左               | 1997年3月9日（28歳）   | 栃木県日光市     |                  |
| 49               | 日本の旗         | 田中健太郎       | 右               | 1991年4月20日（33歳）  | 神奈川県         |                  |
| 74               | 日本の旗         | 米山幸希         | 右               | 2000年4月18日（24歳）  | 北海道釧路町     |                  |

| フォワード(FW) | フォワード(FW)     | フォワード(FW)         | フォワード(FW) | フォワード(FW)         | フォワード(FW) | フォワード(FW) |
| #              | 国                 | 選手名                 | ハンド         | 生年月日               | 出身地         |                |
| -------------- | ------------------ | ---------------------- | -------------- | ---------------------- | -------------- | -------------- |
| 11             | 日本の旗           | 猪狩大智               | 右             | 1998年4月27日（26歳）  | 北海道苫小牧市 |                |
| 14             | アメリカ合衆国の旗 | ブランドン・マクナリー | 右             | 1992年2月8日（33歳）   | アメリカ合衆国 |                |
| 16             | 日本の旗           | 武部虎太朗             | 右             | 1998年9月16日（26歳）  | 北海道札幌市   |                |
| 21             | 日本の旗           | 山本和輝               | 左             | 1986年11月12日（38歳） | 北海道釧路市   |                |
| 22             | 日本の旗           | 田中遼                 | 左             | 1987年4月22日（37歳）  | 北海道札幌市   |                |
| 28             | 日本の旗           | 鎌田悠希               |                | 2001年9月19日（23歳）  | 北海道苫小牧市 |                |
| 38             | 日本の旗           | 山田淳哉               | 左             | 1991年11月7日（33歳）  | 北海道苫小牧市 |                |
| 45             | 日本の旗           | 橋本寛太               |                | 2001年7月30日（23歳）  | 北海道苫小牧市 |                |
| 77             | 日本の旗           | 所正樹                 | 左             | 1998年2月5日（27歳）   | 北海道苫小牧市 |                |
| 84             | 日本の旗           | 松渕雄太               | 右             | 1996年8月4日（28歳）   | 栃木県宇都宮市 |                |
| 88             | 日本の旗           | 安藤永吉               | 右             | 2000年12月1日（24歳）  | 北海道苫小牧市 |                |
| 91             | 日本の旗           | 人里茂樹               | 右             | 1994年9月9日（30歳）   | 北海道苫小牧市 |                |
| 92             | 日本の旗           | 生江太樹               | 左             | 1998年6月28日（26歳）  | 北海道釧路市   |                |